# Isonandra villosa
Isonandra villosa là một loài thực vật có hoa trong họ Hồng xiêm. Loài này được Wight mô tả khoa học đầu tiên năm 1840.